# Verteidigungsbezirkskommando 24

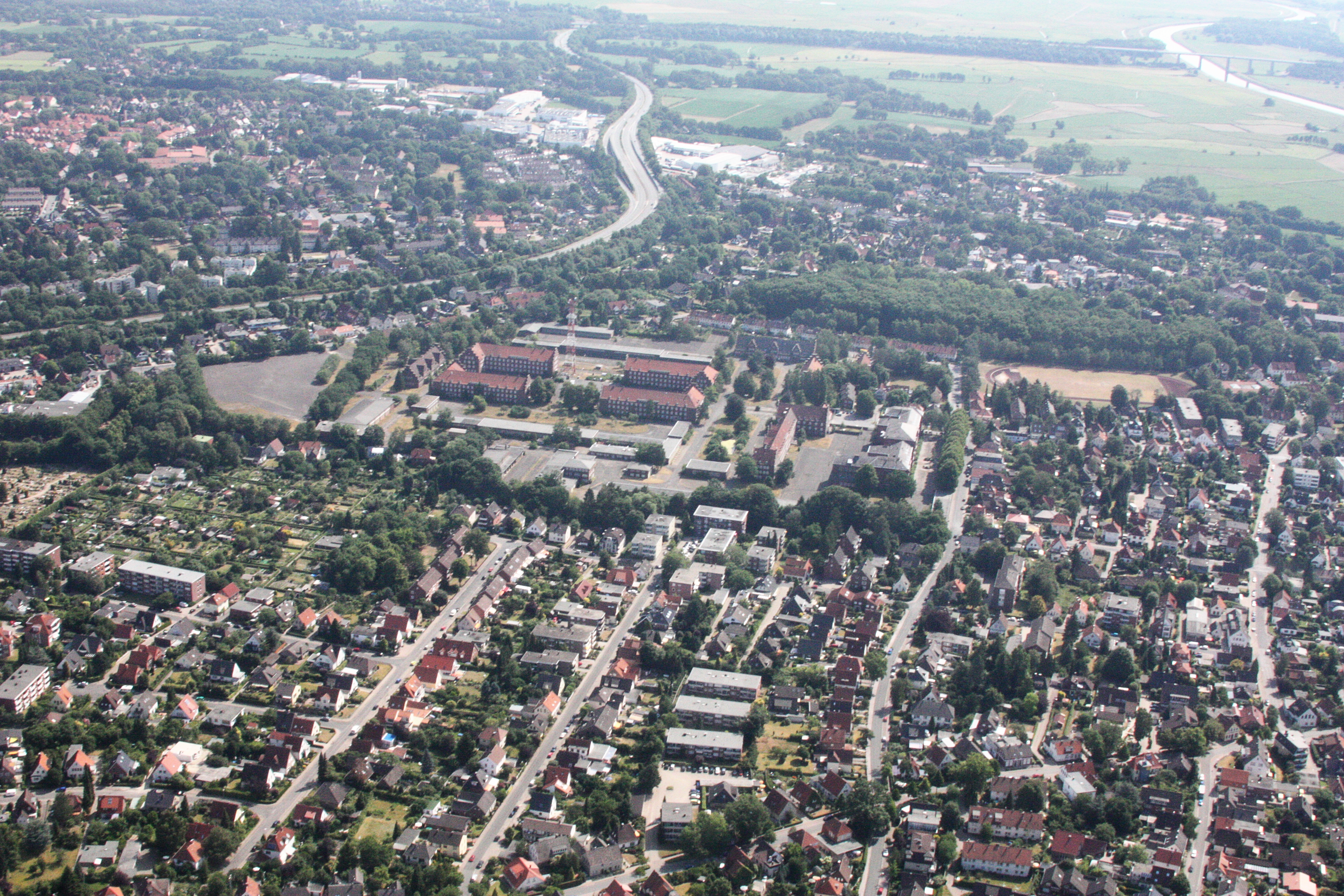
Standort des Stabes: die Donnerschwee-Kaserne in Oldenburg-Donnerschwee

Das Verteidigungsbezirkskommando 24 war ein Verteidigungsbezirkskommando der Bundeswehr mit Sitz des Stabs in Oldenburg. Hauptaufgabe des Kommandos war die Territoriale Verteidigung in seinem Verteidigungsbezirk.

## Geschichte

### Aufstellung
Das Verteidigungsbezirkskommando wurde zur Einnahme der Heeresstruktur II in den 1960er-Jahren als Teil des Territorialheeres ausgeplant und dem Befehlshaber im Wehrbereich II unterstellt. Angelehnt an die zivilen Verwaltungsgliederung entsprach der Verteidigungsbezirk in etwa dem Verwaltungsbezirk Oldenburg und dem Regierungsbezirk Aurich. In der Heeresstruktur II war das Verteidigungsbezirkskommando 24 eines der wenigen Verteidigungsbezirkskommandos mit einem regierungsbezirksübergreifenden Kommandobereich. Der Standort des Stabs war Oldenburg.

### Erweiterung
1978 wurden der Regierungsbezirk Osnabrück, der Regierungsbezirk Aurich und der Verwaltungsbezirk Oldenburg aufgelöst und zum neu eingerichteten Regierungsbezirk Weser-Ems zusammengefasst. Das Verteidigungsbezirkskommando 21 wurde außer Dienst gestellt und dessen Kommandobereich, der etwa dem Regierungsbezirk Osnabrück entsprach, dem Verteidigungsbezirk 24 eingegliedert. Das Verteidigungsbezirkskommando  24 war nun für das gesamte Gebiet des Regierungsbezirks Weser-Ems zuständig, so dass in Nordwestdeutschland nun die militärische Territorialorganisation und die politische Verwaltungseinteilung erstmals übereinstimmte.

### Wechsel in die Streitkräftebasis
2001 wurde das Territorialheer aufgelöst. Die Wehrbereichskommandos und Verteidigungsbezirkskommandos wurden der neu aufgestellten Streitkräftebasis unterstellt. Die Wehrbereiche und Verteidigungsbezirke wurden grundlegend neu geordnet und ihre Anzahl reduziert. Das Verteidigungsbezirkskommando 24 wurde dem Wehrbereich I unterstellt. Der Zuschnitt des Verteidigungsbezirks 24 blieb anders als die meisten Verteidigungsbezirke bei der Neugliederung im Wesentlichen unverändert. Die unterstellten Verteidigungskreiskommandos wurden aufgelöst und seine Aufgabe teils den neu aufgestellten Kreisverbindungskommandos übertragen.

### Auflösung
Das Verteidigungsbezirkskommando 24 wurde 2007 außer Dienst gestellt. Einige seiner Aufträge wurden dem neu aufgestellten Landeskommando Niedersachsen und unterstellten Bezirksverbindungskommandos übertragen.

## Gliederung
Das Verteidigungsbezirkskommando umfasste wie die meisten Truppenteile des Territorialheeres nur wenige aktive Soldaten. Erst im Verteidigungsfall konnte das Verteidigungsbezirkskommando durch die Einberufung von Reservisten und die Mobilmachung eingelagerten und zivilen Materials auf eine Truppenstärke anwachsen, die um 1989 etwa einer (großen) Brigade des Feldheeres entsprach. Die längste Zeit seines Bestehens untergliederte sich das Verteidigungsbezirkskommando abgeleitet von der zivilen Verwaltungsgliederung noch weiter in unterstellte Verteidigungskreiskommandos. Entweder direkt oder den Verteidigungskreiskommandos unterstellt waren mehrere Heimatschutzkompanien und ein Heimatschutzregiment als Kern der infanteristisch geprägten Heimatschutztruppe.

## Verbandsabzeichen

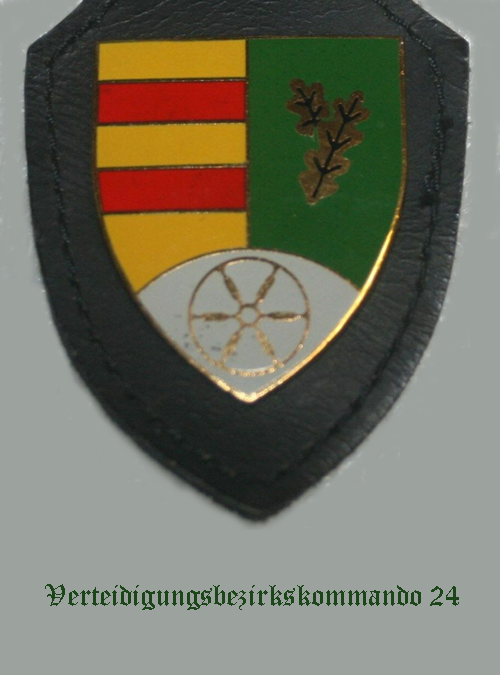
Internes Verbandsabzeichen des Stabes/Stabskompanie

Das Verteidigungsbezirkskommando führte aufgrund seiner Ausplanung als überwiegend nicht aktiver Truppenteil kein eigenes Verbandsabzeichen. Die wenigen aktiven Soldaten trugen daher das Verbandsabzeichen des übergeordneten Wehrbereichskommandos.
Als „Abzeichen“ wurde daher unpräzise manchmal das interne Verbandsabzeichen des Stabes und der Stabskompanie „pars pro toto“ für das gesamte Verteidigungsbezirkskommando genutzt. Es zeigte im Wesentlichen als Hinweis auf den Stationierungsraum als Figuren das Osnabrücker Speichenrad wie im Osnabrücker Stadtwappen und die gelb-roten Balken des Hauses Oldenburg. Das stehende Eichenlaub auf der grünen Waffenfarbe der Jägertruppe erinnerte als traditionelles Symbol deutscher Landstreitkräfte an das Barettabzeichen der Jägertruppe, die große Teile der dem Verteidigungsbezirkskommando unterstellten Heimatschutztruppe stellte. Ähnlich wurde das Eichenlaub im Verbandsabzeichen der im Verteidigungsbezirk stationierten Heimatschutzbrigade 52 dargestellt.